# Jo Siffert
Joseph "Jo" Siffert, född 7 juli 1936 i Fribourg, död 24 oktober 1971 på Brands Hatch i England, var en schweizisk racerförare.  

## Racingkarriär

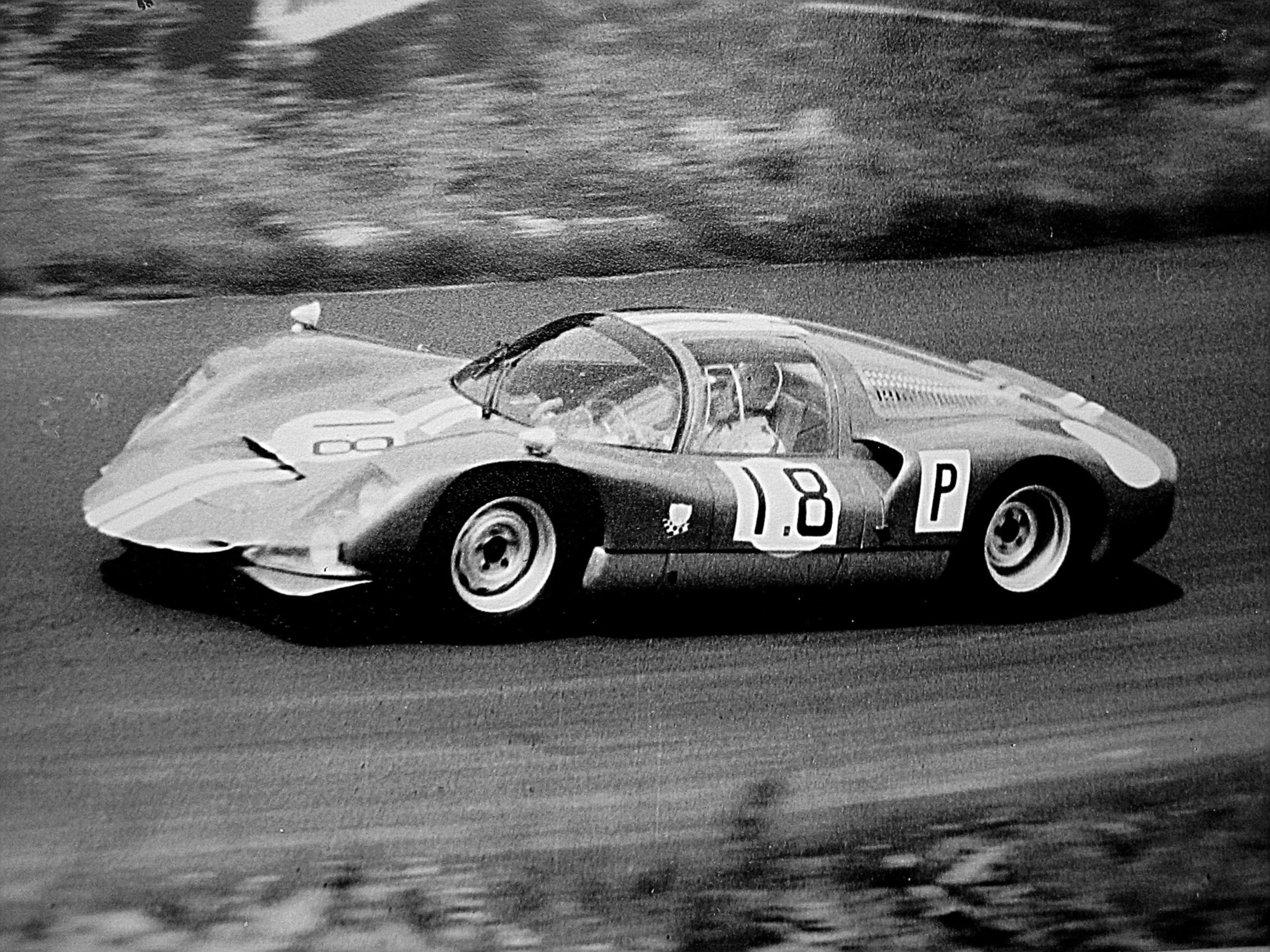
Siffert i en Porsche 906 under träning inför ADAC Nürburgring 1000 km 1966.

Siffert var en sportvagnsförare som börja köra privat i formel 1 säsongen 1962. 
1964 kontrakterades han av det brittiska privatägda stallet R R C Walker, vilket han tillhörde till 1969.
Hans första seger kom i Storbritannien 1968 i en Lotus-Ford på Brands Hatch. Efter ett mellanår i March gick Siffert över till BRM och kom då femma i formel 1-VM 1971. 
Siffert omkom under ett grand prix-lopp utanför mästerskapet efter säsongen på Brands Hatch, just på den bana där han haft sin största framgång.

## F1-karriär
| Säsong                 | Stall/Tillverkare                                                                         | Placering              | Lopp | Poäng | Etta | Tvåa | Trea | Pole | Varv |
| ---------------------- | ----------------------------------------------------------------------------------------- | ---------------------- | ---- | ----- | ---- | ---- | ---- | ---- | ---- |
| 1962                   | Ecurie Nationale Suisse (Lotus-Climax) Ecurie Filipinetti (Lotus-Climax & Lotus-BRM)      | -                      | 1 4  |       |      |      |      |      |      |
| 1963                   | Siffert Racing Team (Lotus-BRM)                                                           | 15                     | 9    | 1     |      |      |      |      |      |
| 1964                   | Siffert Racing Team (Lotus-BRM & Brabham-Climax & Brabham-BRM) R R C Walker (Brabham-BRM) | 10                     | 8 2  | 3 4   |      |      | 1    |      |      |
| 1965                   | R R C Walker (Brabham-BRM)                                                                | 12                     | 10   | 5     |      |      |      |      |      |
| 1966                   | R R C Walker (Brabham-BRM & Cooper-Maserati)                                              | 14                     | 8    | 3     |      |      |      |      |      |
| 1967                   | R R C Walker (Cooper-Maserati)                                                            | 12                     | 11   | 6     |      |      |      |      |      |
| 1968                   | R R C Walker (Cooper-Maserati & Lotus-Ford)                                               | 8                      | 12   | 12    | 1    |      |      | 1    | 3    |
| 1969                   | R R C Walker (Lotus-Ford)                                                                 | 9                      | 11   | 15    |      | 1    | 1    |      |      |
| 1970                   | March-Ford                                                                                | -                      | 13   |       |      |      |      |      |      |
| 1971                   | BRM                                                                                       | 5                      | 11   | 19    | 1    | 1    |      | 1    | 1    |
| Sammanlagt 10 säsonger | Sammanlagt 10 säsonger                                                                    | Sammanlagt 10 säsonger | 100  | 68    | 2    | 2    | 2    | 2    | 4    |

| 1. Storbritannien 1968 2. Österrike 1971 |

| 1. Nederländerna 1969 2. USA 1971 |

| 1. USA 1964 2. Monaco 1969 |

| 1. Mexiko 1968 2. Österrike 1971 |

| 1. Storbritannien 1968 2. Kanada 1968 3. Mexiko 1968 4. Österrike 1971 |